# Google Zoeken
Google Zoeken, ook wel Google Search of gewoon Google genoemd, is een zoekmachine van Google LLC voor documenten op het wereldwijde web, opgericht in 1997 door twee promovendi aan de Stanford-universiteit, Larry Page en Sergey Brin. Page en Brin hadden twee jaar gewerkt aan een geavanceerde methode voor het vinden van informatie op het internet. Al snel verdrong Google AltaVista en werd het 's werelds populairste zoekmachine.
De naam is een verbastering van het begrip 'googol', de aanduiding voor een 1 met honderd nullen (10100). Page is gefascineerd door wiskunde, en de verwijzing naar juist dit getal weerspiegelt de bedrijfsmissie om alle informatie ter wereld toegankelijk en nuttig te maken. De naam is uiteindelijk 'Google' geworden door een spelfout van Sean Anderson, medebedenker van de naam, en destijds een studiegenoot van Page.
Inmiddels zijn er Google-versies in allerlei talen. Sinds 2002 bestaat er een versie in het Nederlands. Iets opzoeken op Google wordt googelen genoemd. Inmiddels wordt het woord gebuikt voor zoeken op internet, ongeacht de gebruikte zoekmachine.

## Werking
De basis van de Google-zoekmachine is een gepatenteerd algoritme dat PageRank heet. PageRank wordt gebruikt om de resultaten van een zoekopdracht te rangschikken. Net als in de wetenschap de waarde van een wetenschappelijk artikel wordt afgemeten aan het aantal citaties (aanhalingen), bepaalt PageRank het belang van een pagina aan de hand van het aantal keer dat er naar gelinkt wordt vanaf andere internetpagina's. Elke verwijzing betekent een stem voor een pagina. Google analyseert ook de pagina die de stem uitbrengt. PageRank werkt met een schaal van 0 tot en met 10. Een hoge PageRank betekent echter niet dat de pagina bij alle zoekopdrachten hoog zal scoren.

### Algoritme
Google heeft een aantal algoritmes – circa 250 in totaal, waarvan van circa 150 de werking bekend is – om te bepalen welke pagina het eerst in de resultatenlijst wordt genoemd. Belangrijk daarbij is, naast het belang van een zoekterm op de pagina, hoe vaak er naar een pagina gelinkt wordt, vanaf welke andere pagina's dat gebeurt en met welke tekst.
Gezien het enorme aantal mensen dat Google gebruikt om webpagina's te vinden, is het voor aanbieders van materiaal nuttig om hoog in de zoekmachine vermeld te worden. Dit noemt men search engine optimization (SEO). Daarbij worden er methoden gebruikt om kunstmatig de 'pagerank' van pagina's op Google te verhogen, bijvoorbeeld door het creëren van 'fake' (valse) webpagina's, die slechts dienen om naar andere pagina's te verwijzen, zodat deze een hogere rang krijgen. Google heeft een aantal malen zijn algoritme aangepast om zo het effect van dergelijke praktijken te verminderen of teniet te doen.
Harde uitspraken die de plaats van een webpagina in de resultatenlijst van een zoekopdracht voorspellen zijn erg moeilijk en vaak twijfelachtig. Het exacte algoritme van Google wordt namelijk door de makers geheimgehouden en is voor buitenstaanders niet altijd even gemakkelijk te begrijpen. Niemand weet hoe zwaar PageRank doorweegt in het algoritme.

### De index
Elke zoekopdracht doorzoekt in minder dan een seconde een index die 100 miljoen gigabytes groot is en in 2013 was opgebouwd uit bijna 30 biljoen webpagina's. Een groot deel van die pagina's wordt regelmatig bezocht door de spider van Google, Googlebot genaamd. De spider leest de pagina en slaat de gegevens op in de index. De spider is in staat om hyperlinks te volgen, en kan op die manier een groot deel van het web bezoeken. Volgens Google werd op 25 juli 2008 de mijlpaal van 1 biljoen unieke URL's overschreden.

### Cache
Google maakt bij het crawlen (doorzoeken van het wereldwijd web) een kopie van elke pagina (de cache-versie). Als het een tekst is die is opgeslagen als afbeelding, is de cache-versie vaak wel doorzoekbaar en als tekst kopieerbaar. Ook de inhoud van een bestand op een website dat alleen met een speciaal programma kan worden geopend kan zo soms zichtbaar worden gemaakt.

### Techniek
Van meet af aan is ervoor gekozen niet te werken met één grote centrale computer, maar met een netwerk van zeer veel relatief goedkope computers. Googles serverpark bestaat naar schatting uit meer dan 450.000 systemen die zijn opgebouwd uit standaard hardwarecomponenten. De computers staan verspreid over allerlei datacentra. Door clusters redundant uit te voeren kunnen defecte machines eenvoudig vervangen worden.

### Energieverbruik en kooldioxide-uitstoot
Google beweert dat een enkele zoektocht totaal ongeveer 1 kJ of 0,0003 kWh kost en een uitstoot van 0,2 gram CO2 (1 meter rijden met een gemiddelde auto) produceert. De uitgestoten hoeveelheid CO2 wordt onderschreven door 'groene' zoekmachine Ecosia.

### Boete opgelegd
Google Belgium kreeg in 2020 een boete van 600.000 euro opgelegd door de Belgische Gegevensbeschermingsautoriteit omdat het concern niet voldoende heeft gedaan om mensen te schrappen uit het geheugen van de zoekmachine.

## Trivia

Het Google-logo door de jaren heen
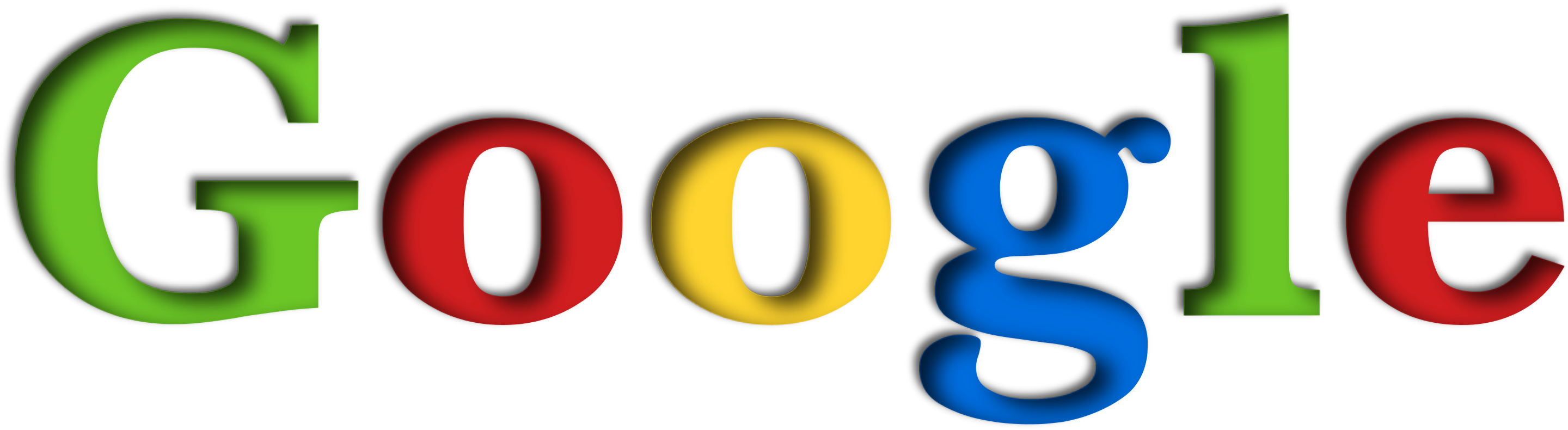
september-oktober 1998
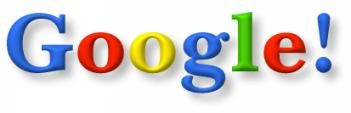
1997-1999
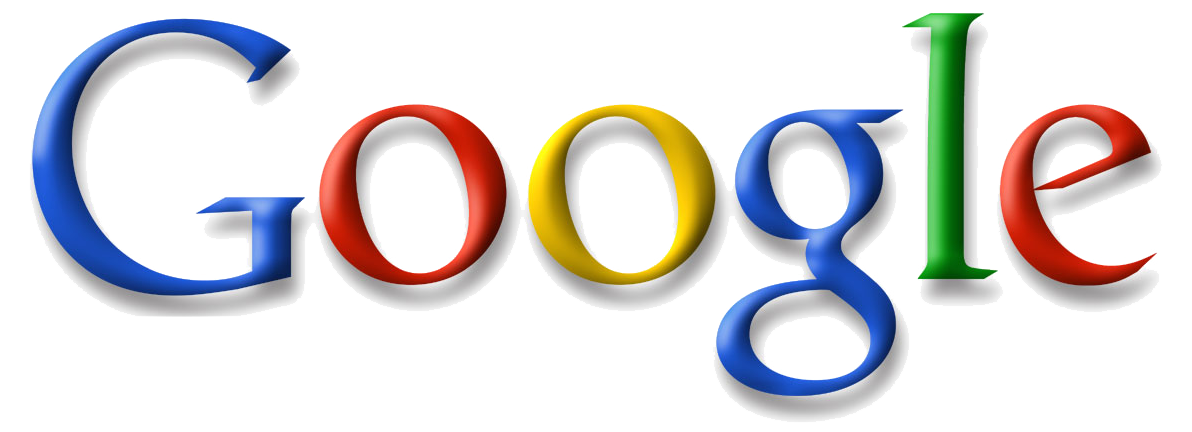
1999-2010
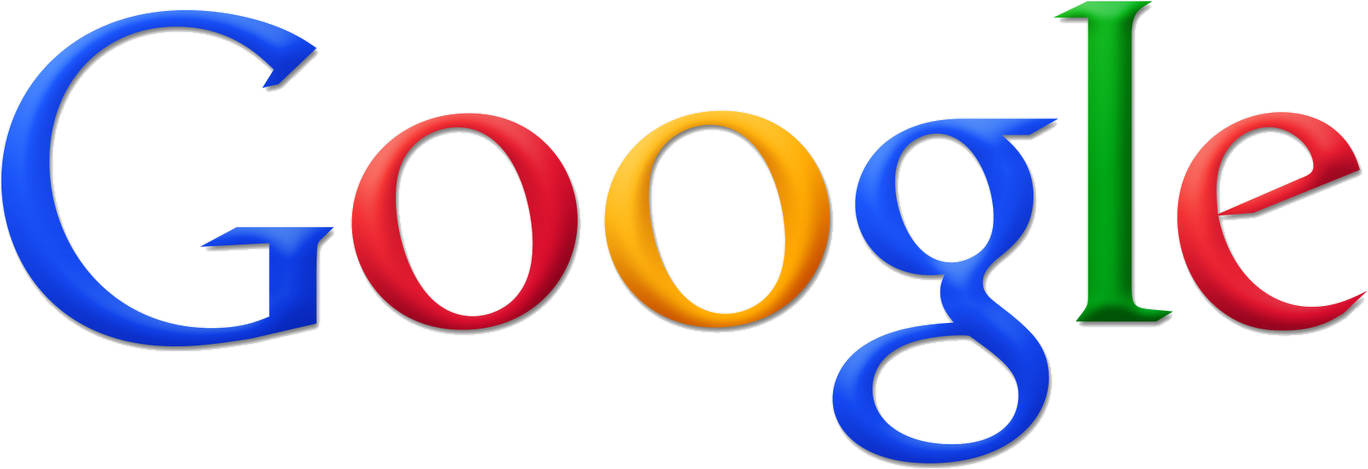
2010-2013
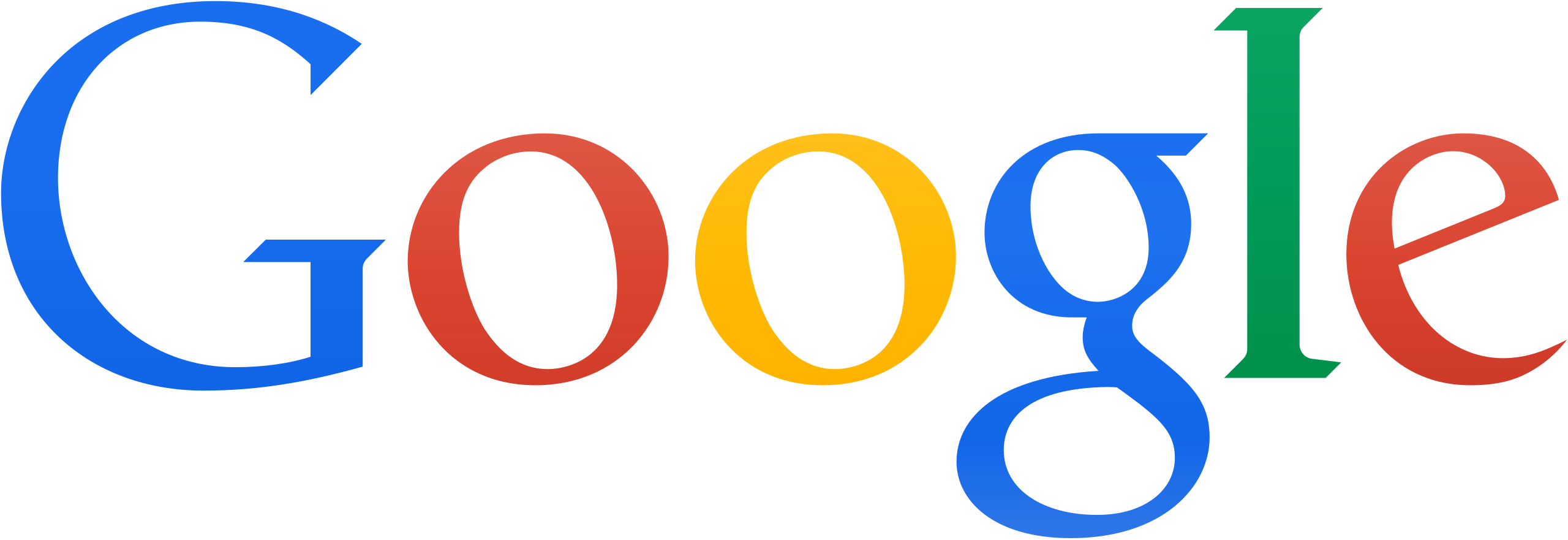
2013-2015
sinds 2015